# アリス・コーバー
アリス・エリザベス・コーバー（Alice Elizabeth Kober、1906年12月23日 - 1950年5月16日）は、アメリカ合衆国の古典学者。ミノアの線文字Bの語尾変化をもとに、解読の鍵となる格子の作成に到った。これはマイケル・ヴェントリスによる解読以前の最大の貢献であり、ヴェントリスも解読に格子を利用した。

## 生涯と業績
コーバーはニューヨークのマンハッタンで生まれた。両親はハンガリーからの移民だった。ハンターカレッジでラテン語を専攻し、1928年に卒業した後は、同校で古典を教えながらコロンビア大学で研究を続け、1929年に修士、1932年に博士の学位を取得した。
1930年にブルックリンカレッジが創立すると、そちらに転勤し、1949年まで同校にあった。
コーバーは、ハンターカレッジを卒業した1928年にすでにミノア文字を自分のライフワークにすると言っていたが、1935年に助教に昇任してからはミノア文字の研究に専念した。アーサー・エヴァンズは1900年にクノッソスを発掘し、クレタ聖刻文字、線文字A、線文字Bで書かれた多数の粘土板を得た。エヴァンズは他人が文書を解読することを望まなかったため、3000枚にのぼる線文字B粘土板は全体のごく一部しか出版されず、1907年の『ミノア文書』第1巻に14枚、1935年の『ミノスの宮殿』第4巻に120枚が含まれるにすぎなかった。しかも、これらの文字で書かれた文書は文字が未知であるだけでなく、何語が記されているかも不明で、2言語の対訳もないという非常に悪い条件下にあった。コーバーは解読のためには科学的な手法が必須であると考え、方法論を得るために化学や物理を、統計の知識を得るために数学を学んだ。また考古学も学び、1936年にニューメキシコ、1939年にアテネの調査に参加した。サンスクリットやヒッタイト語をはじめとするさまざまな言語も学習した。
コーバーは線文字Bに出てくる語彙が語尾変化を行っていることを明らかにした。コーバーが発見したのは以下のような3つ組であった。
ここから、コーバーはこれらの文字の実際の音価が何であるかにかかわらず、
1. と 、 と  は子音が同じで母音が異なる。
2. と 、 と  は子音が異なり母音が同じである。

という結論を引きだすことができた。さらにコーバーは、各文字の音価を知ることなく、どれとどれが同じ子音・母音を持つかを五十音図のような格子にして示すことができた（なお、上の例はいずれもクレタの地名であるリュクトス(英語版)とテュリッソス(英語版)で、後にヴェントリスが線文字Bの音価推定を行う際に役だった）。なお、コーバーはこの語尾変化を屈折によるものと考えたが、これは誤りで、実際は派生語だった。
1946年にグッゲンハイム奨励金を得た。エヴァンズは1941年に没していたが、彼の発掘した遺物は第二次世界大戦のために梱包されたまま見ることができなかった。また、ギリシア本土のピュロスで1939年に発見された600枚の線文字Bの粘土板もまだ見ることができなかった。コーバーはイギリスに渡り、エヴァンズの同僚であったジョン・マイアーズ（英語版）のもとでエヴァンズの残したノートや写真・模写を見ることができた。マイアーズとの協力関係はその後もコーバーの生涯にわたって続き、その結果は1952年に『ミノア文書』第2巻として出版された。マイアーズは線文字A資料の編纂についてもコーバーの助けをあおいだ。
粘土板は当時ギリシアに保管されていたが、ヨーロッパが再び戦場になる可能性に備えて粘土板をアメリカに移し、ペンシルベニア大学にミノア言語研究センターを設立する案が持ちあがった。コーバーをこのセンターの長にする当初の案は実現しなかったが、コーバーはセンターの設立のために尽力した。
1948年末にコーバーはクノッソス文書の模写と交換でピュロスの文書を得ることができた。ついに充分な資料を得たコーバーだったが、彼女の手法を新たな資料に対して適用する前に病に倒れた。1949年夏に入院し、1950年1月に准教授に昇任したものの、学校に戻ることのないまま、同年5月に没した。43歳だった。

## 主な論文
- “Evidence of Inflection in the 'Chariot' Tables from Knossos”. American Journal of Archaeology 49 (2):  143-151. (1945). JSTOR 499698.（線文字Bの言語が屈折語であることを示す）
- “Inflection in Linear Class B: 1-Declension”. American Journal of Archaeology 50 (2):  268-276. (1946). JSTOR 499054.（3つ組をはじめて示す）
- “The Minoan Scripts: Fact and Theory”. American Journal of Archaeology 52 (1):  82-103. (1948). JSTOR 500554.（格子を作成する）
- “'Total' in Minoan (Linear Class B)”. Archiv Orientální 17:  386-398. (1949).（線文字Bの「合計」を意味する単語が性変化していることを指摘）